# Oleg Tverdovski
Oleg Ivanovitch Tverdovski - en russe : Олег Иванович Твердовский, et en anglais : Oleg Tverdovsky (né le 18 mai 1976 à Donetsk, URSS, actuelle Ukraine) est un joueur professionnel russe de hockey sur glace. 

## Biographie
À l'âge de 16 ans, il commence sa carrière au Krylia Sovetov de Moscou, et fut l'un des plus beaux espoirs de la séance de repêchage de 1994. Il a été sélectionné en 1994, au 2e rang par les Mighty Ducks d'Anaheim juste derrière Ed Jovanovski. Selon l'équipe, ce joueur petit est un excellent défenseur, un très bon patineur et très rapide et à caractère très offensif[réf. nécessaire]. À sa première année, il va jouer dans la Ligue de hockey de l'Ouest avec les Wheat Kings de Brandon mais cela est de courte durée puisqu'Anaheim le rappelle pour remplacer des défenseurs blessés. Il a tellement bien fait qu'il reste jusqu'à la fin de la saison avec l'équipe. Il jouera 36 matchs. Il est échangé en 1996 aux Coyotes de Phoenix, il connaît une deuxième bonne saison avec 55 points mais par la suite ses performances ont déplu les Coyotes. Il revient donc avec Anaheim en 1999 ce qui lui fit le plus grand bien, puis ses performances augmente lui permettant de devenir un joueur dominant. En 2002, il rejoint les Devils du New Jersey avec qui il gagne sa première coupe Stanley en éliminant les Ducks, son ancienne équipe. En 2003-2004, alors qu'aucune équipe était intéressé à ses services, il retourne dans la Superliga en Russie avec Avangard Omsk jusqu'en 2005. Il revient donc dans la LNH avec les Hurricanes de la Caroline en 2005-2006 où il gagnera sa deuxième coupe Stanley en carrière en éliminant les Oilers d'Edmonton au match ultime. Il change d'équipe l'année suivante pour les Kings de Los Angeles, mais réalise une saison décevante. Il ne joue que 26 matchs, avec une récolte de 4 passes seulement. Il remporte la Coupe Gagarine 2011 avec le Salavat Ioulaïev Oufa.

## Vie privée
Il a une femme, Natalia.

## Statistiques
| Saison     | Équipe                    | Ligue      |     | Saison régulière | Saison régulière | Saison régulière | Saison régulière | Saison régulière |   | Séries éliminatoires | Séries éliminatoires | Séries éliminatoires | Séries éliminatoires | Séries éliminatoires |
| Saison     | Équipe                    | Ligue      | PJ  | B                | A                | Pts              | Pun              | PJ               | B | A                    | Pts                  | Pun                  |                      |                      |
| 1992-1993  | Krylia Sovetov            | Superliga  | 21  | 0                | 1                | 1                | 6                | -                | - | -                    | -                    | -                    |                      |                      |
| 1993-1994  | Krylia Sovetov            | Superliga  | 46  | 4                | 10               | 14               | 22               | -                | - | -                    | -                    | -                    |                      |                      |
| 1994-1995  | Wheat Kings de Brandon    | LHOu       | 7   | 1                | 4                | 5                | 4                | -                | - | -                    | -                    | -                    |                      |                      |
| 1994-1995  | Mighty Ducks d'Anaheim    | LNH        | 36  | 3                | 9                | 12               | 14               | -                | - | -                    | -                    | -                    |                      |                      |
| 1995-1996  | Mighty Ducks d'Anaheim    | LNH        | 51  | 7                | 15               | 22               | 35               | -                | - | -                    | -                    | -                    |                      |                      |
| 1995-1996  | Jets de Winnipeg          | LNH        | 31  | 0                | 8                | 8                | 6                | 6                | 0 | 1                    | 1                    | 0                    |                      |                      |
| 1996-1997  | Coyotes de Phoenix        | LNH        | 82  | 10               | 45               | 55               | 30               | 7                | 0 | 1                    | 1                    | 0                    |                      |                      |
| 1997-1998  | Bulldogs de Hamilton      | LAH        | 9   | 8                | 6                | 14               | 2                | -                | - | -                    | -                    | -                    |                      |                      |
| 1997-1998  | Coyotes de Phoenix        | LNH        | 46  | 7                | 12               | 19               | 12               | 6                | 0 | 7                    | 7                    | 0                    |                      |                      |
| 1998-1999  | Coyotes de Phoenix        | LNH        | 82  | 7                | 18               | 25               | 32               | 6                | 0 | 2                    | 2                    | 6                    |                      |                      |
| 1999-2000  | Mighty Ducks d'Anaheim    | LNH        | 82  | 15               | 36               | 51               | 30               | -                | - | -                    | -                    | -                    |                      |                      |
| 2000-2001  | Mighty Ducks d'Anaheim    | LNH        | 82  | 14               | 39               | 53               | 32               | -                | - | -                    | -                    | -                    |                      |                      |
| 2001-2002  | Mighty Ducks d'Anaheim    | LNH        | 73  | 6                | 26               | 32               | 31               | -                | - | -                    | -                    | -                    |                      |                      |
| 2002-2003  | Devils du New Jersey      | LNH        | 50  | 5                | 8                | 13               | 22               | 15               | 0 | 3                    | 3                    | 0                    |                      |                      |
| 2003-2004  | Avangard Omsk             | Superliga  | 57  | 16               | 18               | 34               | 56               | 11               | 0 | 2                    | 2                    | 2                    |                      |                      |
| 2004-2005  | Avangard Omsk             | Superliga  | 48  | 5                | 15               | 20               | 65               | 11               | 0 | 3                    | 3                    | 35                   |                      |                      |
| 2005-2006  | Hurricanes de la Caroline | LNH        | 72  | 3                | 20               | 23               | 37               | 5                | 0 | 0                    | 0                    | 0                    |                      |                      |
| 2006-2007  | Kings de Los Angeles      | LNH        | 26  | 0                | 4                | 4                | 10               | -                | - | -                    | -                    | -                    |                      |                      |
| 2006-2007  | Monarchs de Manchester    | LAH        | 14  | 5                | 8                | 13               | 2                | 14               | 2 | 9                    | 11                   | 14                   |                      |                      |
| 2007-2008  | Salavat Youlaev Oufa      | Superliga  | 43  | 6                | 11               | 17               | 61               | -                | - | -                    | -                    | -                    |                      |                      |
| 2008-2009  | Salavat Ioulaïev Oufa     | KHL        | 48  | 8                | 21               | 29               | 30               | 2                | 0 | 0                    | 0                    | 0                    |                      |                      |
| 2009-2010  | Salavat Ioulaïev Oufa     | KHL        | 42  | 8                | 13               | 21               | 38               | 16               | 1 | 4                    | 5                    | 4                    |                      |                      |
| 2010-2011  | Salavat Ioulaïev Oufa     | KHL        | 40  | 7                | 9                | 16               | 20               | 7                | 1 | 0                    | 1                    | 12                   |                      |                      |
| 2011-2012  | Salavat Ioulaïev Oufa     | KHL        | 12  | 0                | 0                | 0                | 8                | -                | - | -                    | -                    | -                    |                      |                      |
| 2011-2012  | Toros Neftekamsk          | VHL        | 2   | 0                | 0                | 0                | 0                | -                | - | -                    | -                    | -                    |                      |                      |
| 2011-2012  | Metallourg Magnitogorsk   | KHL        | 24  | 6                | 5                | 11               | 18               | 4                | 0 | 0                    | 0                    | 2                    |                      |                      |
| 2012-2013  | Metallourg Magnitogorsk   | KHL        | 25  | 0                | 5                | 5                | 18               | 3                | 0 | 0                    | 0                    | 0                    |                      |                      |
| Totaux LNH | Totaux LNH                | Totaux LNH | 713 | 77               | 240              | 317              | 291              | 45               | 0 | 14                   | 14                   | 6                    |                      |                      |